# Palikrowy
Palikrowy (ukr. Паликорови) – wieś na Ukrainie, w obwodzie lwowskim, w rejonie złoczowskim, do 1939 w Polsce, w województwie tarnopolskim, w powiecie brodzkim, w gminie Podkamień.
Pierwsza wzmianka pisemna o Palikrowach pochodzi z 1501 r.
W 1944 roku 4 Pułk Policji SS złożony z ukraińskich ochotników do 14 Dywizji Grenadierów SS oraz bojówki Ukraińskiej Powstańczej Armii dokonały zbrodni na miejscowej ludności polskiej. Co najmniej 365 Polaków zostało rozstrzelanych.
Masakrę przeżyli m.in. Katarzyna i Dymitr Wasylinkowie, którzy ukrywali Żyda Daniela Schapiro (w 1995 roku uznani przez Instytut Jad Waszem za Sprawiedliwych wśród Narodów Świata). Wśród zamordowanych była Maria Marciniak, która wraz z mężem ukrywała czworo Żydów.
Do 2020 w rejonie brodzkim. 